# (955) Альстеда
(955) Альстеда (лат. Alstede) — астероид главного пояса, который был открыт 5 августа 1921 года немецким астрономом Карлом Рейнмутом в обсерватории Хайдельберг-Кёнигштуль, Германия. Астероид назван в честь жены первооткрывателя Лины Альстеде Рейнмут. Другим астероидом, названным в её честь был (954) Ли.
18 августа 2008 года наблюдалось покрытие астероидом Альстеда звезды 7 звёздной величины HIP 6334. Событие длилось 4 секунды.

## Орбитальные характеристики
Орбита астероида имеет большую полуось 2,5971 а. е., эксцентриситет 0,28765 и наклон относительно эклиптики 10°.